# نوک برج
نوک برج فیلمی به کارگردانی کیومرث پوراحمد، نویسندگی سروش صحت و تهیه‌کنندگی غلامرضا موسوی محصول سال ۱۳۸۴ است.

## خلاصه فیلم
امیر هر چه می‌گوید عاشق شده است کسی حرفش را جدی نمی‌گیرد؛ ولی وقتی او را نوک برج می‌بینند، می‌فهمند موضوع جدی است و تازه ماجراها شروع می‌شود و…

## بازیگران
- محمدرضا فروتن
- نیکی کریمی
- امیرحسین صدیق
- لیلی رشیدی
- بابک انصاری
- مینا حسین‌آبادی
- خسرو احمدی
- غلامرضا طباطبایی

## جشنواره‌ها
فیلم نوک برج در نهمین دوره جشن خانه سینما در بخش مسابقه فیلم‌های بلند شرکت کرده است.